# 神田圭
神田 圭（かんだ けい、11月8日 - ）は日本のモデル。クリエートジャパンエージェンシー所属。声を出すと気持ちいいの会所属。

## 出演

### TV
- CX『Run for money 逃走中』
- CX『エチカの鏡 ココロにキクTV』

### スチール
- 『レッツエンジョイ東京』WEB